# 루키우스 안토니우스 사투르니누스
루키우스 안토니우스 사투르니누스(라틴어: Lucius Antonius Saturninus)는 베스파시아누스와 그의 아들들 재위 기간 로마의 원로원 의원이자 군단장이다. 게르마니아 수페리오르 속주의 총독 시절에 도미티아누스 황제에 대한 개인적인 원한으로 인해, 그는 모군티아쿰 (Moguntiacum, 마인츠)에 주둔 중이던 게미나 제14군단과 라팍스 제21군단이 연루된 사투르니누스 반란이라 알려진 반란을 일으켰다.

## 생애
사투르니누스가 패배와 죽음을 당한 이후에 기록말살형에 처했기 때문에, 반란 이전 그의 생애를 재구성하는 것은 어렵다. 가장 이른 시기 기록은 76년으로 추정되는 마케도니아의 프로콘술 총독직이었다는 것이며, 그후에는, 아마도 78년부터 81년까지 유대의 총독이었을 것이며, 유대 총독직은 프레텐시스 제10군단의 지휘권과 같이 주어진다. 바르톨로메오 보르게시가 처음 제기했고, 이후에 심과 다른 이들이 받아들였던 것은 82년이나 83년에 보좌 집정관으로서 눈디니움이었다는 것이다. 87년에 그는 게르마니아 수페리오르의 총독이었다.

## 사투르니누스 반란
89년 1월에 사투르니누스는 반란을 일으켰다. 그는 자신의 게르만족 동맹군들이 자신을 지원하러 라인강을 건널 것이라 예상했지만, 강물이 급속하게 녹아 이들의 진격이 막혔고, 다른 이들이 연루될 것을 피하려는 시도로서 사투르니누스의 편지를 불태워버린 도미티아누스의 장군 루키우스 아피우스 막시무스 노르바누스에게 반란이 빠르게 진압되었다. 그러나 도미티아누스는 사투르니누스와 함께 많은 이들을 처형했고, 로마에 있는 로스트라에 처형당한 이들의 머리를 전시했다. 제21군단은 판노니아로 보내졌고, 도미티아누스는 같은 주둔지를 두 개의 군단이 공유하는 걸 금지하는 법안을 통과시켰다.